# Eccoptosage nigromaculata
Eccoptosage nigromaculata är en stekelart som först beskrevs av Cameron 1903.  Eccoptosage nigromaculata ingår i släktet Eccoptosage och familjen brokparasitsteklar. Inga underarter finns listade i Catalogue of Life.